# ترخس شاحب
ترخس شاحب (الاسم العلمي:Trechus pallens) هو نوع من الحشرات يتبع جنس الترخس من فصيلة الخنافس الأرضية.